# Anopinella tucki
Anopinella tucki là một loài bướm đêm thuộc họ Tortricidae. Loài này có ở Peru.
Chiều dài cánh trước khoảng 10 mm.